# قابلیت اشتعال و احتراق
یک ماده قابل احتراق ماده ای است که می تواند در شرایط خاصی در هوا بسوزد (یعنی شعله را حفظ کند). یک ماده در صورتی قابل اشتعال محسوب می‌شود که در دمای محیط به آسانی مشتعل گردد. به عبارت دیگر، یک ماده سوختنی با اعمال مقداری انرژی (مانند جرقه یا حرارت) آتش می‌گیرد، در حالی که یک ماده قابل اشتعال بلافاصله در تماس با شعله مشتعل می‌شود. 
درجه اشتعال پذیری در هوا تا حد زیادی به فرار بودن مواد بستگی دارد – این به فشار بخار خاص ترکیب آن مربوط می شود که به دما بستگی دارد. مقدار بخار تولید شده می تواند با افزایش سطح تماس ماده و تشکیل مه یا گرد افزایش یابد. چوب را به عنوان مثال در نظر بگیرید. غبار چوب با دانه‌بندی ریز می‌تواند دچار شعله‌های انفجاری شود و موج انفجاری ایجاد کند. یک تکه کاغذ (ساخته شده از چوب ) به راحتی آتش می گیرد. یک میز بلوطی سنگین بسیار سخت‌تر مشتعل می‌شود، حتی با اینکه الیاف چوب در هر سه ماده یکسان است. 
درک عمومی (و حتی اجماع علمی تا میانه‌های قرن هجدهم) بر این بود که ماده هنگام سوختن «ناپدید» می‌شود، زیرا تنها خاکستر باقی می‌ماند. با این حال، پژوهش‌های علمی بعدی نشان دادند که قانون بقای جرم در واکنش‌های شیمیایی صادق است.  آنتوان لاووازیه ، یکی از پیشگامان این بینش های اولیه، اظهار داشت: "هیچ چیز گم نمی شود، هیچ چیزی خلق نمی شود، همه چیز دگرگون می شود." سوزاندن یک ماده جامد ممکن است باعث کاهش وزن شود اگر جرم گازهای احتراق (مانند دی اکسید کربن و بخار آب ) در نظر گرفته نشود. جرم اولیه مادهٔ قابل اشتعال و جرم اکسیژن مصرف شده (که معمولاً از هوای اطراف تأمین میشود) با جرم محصولات احتراق (خاکستر، آب، دیاکسید کربن و سایر گازها) برابر است. لاووازیه از این واقعیت تجربی که برخی فلزات پس از سوختن جرمشان افزایش مییافت، برای اثبات نظریه هایش استفاده کرد (زیرا در این واکنشهای شیمیایی، اتمهای اکسیژن در ترکیبات جامد به دام میافتند، نه در قالب گازهایی مانند آب). 

## تعاریف
از نظر تاریخی، قابل اشتعال ، قابل اشتعال و احتراق به معنای قابلیت سوزاندن است.  کلمه «اشتعال‌پذیر» از زبان فرانسوی از واژه لاتین inflammāre = «آتش زدن» آمده است، جایی که حرف اضافه لاتین «in-»  به معنای «در» در «تلقین کردن» به جای «نه» در «نامرئی» و «ناشرایط» است.
اصطلاح "قابل اشتعال" به مواد سوختنی اطلاق می‌شود که به آسانی مشتعل شده و بنابراین خطرناک‌تر بوده و مقررات سخت‌گیرانه‌تری بر آنها اعمال می‌شود. مواد سوختنی که سخت‌تر مشتعل شده و با شدت کمتری می‌سوزند، در دسته "سوختنی" قرار می‌گیرند. به عنوان مثال، در ایالات متحده، مایعات قابل اشتعال ، طبق تعریف، دارای نقطه اشتعال زیر ۱۰۰ درجه فارنهایت (۳۸ درجه سلسیوس) هستند - جایی که مایعات قابل احتراق دارای نقطه اشتعال بالای ۱۰۰ درجه فارنهایت (۳۸ درجه سلسیوس) هستند . جامدات قابل اشتعال جامداتی هستند که به آسانی قابل احتراق هستند یا ممکن است از طریق اصطکاک باعث آتش سوزی شوند یا به آن کمک کنند. جامدات قابل احتراق مواد پودری ، دانه ای یا خمیری هستند که به راحتی در اثر تماس کوتاه با منبع احتراق مانند کبریت در حال سوختن مشتعل شده و شعله به سرعت پخش می شود.  تعاریف فنی بین کشورها متفاوت است، بنابراین سازمان ملل متحد سیستم جهانی هماهنگ طبقه بندی و برچسب گذاری مواد شیمیایی را ایجاد کرد که دمای نقطه اشتعال مایعات قابل اشتعال را بین 0 تا ۱۴۰ درجه فارنهایت (۶۰ درجه سلسیوس) تعریف می کند. و مایعات قابل احتراق بین ۱۴۰ درجه فارنهایت (۶۰ درجه سلسیوس) و ۲۰۰ درجه فارنهایت (۹۳ درجه سلسیوس) . 

## اشتعال پذیری
اشتعال‌پذیری به سهولت اشتعال یک ماده سوختنی اشاره دارد که می‌تواند منجر به آتش سوزی یا احتراق یا حتی انفجار شود. درجه سختی مورد نیاز برای احتراق یک ماده از طریق آزمایش آتش نشانی داده می شود. در سطح بین المللی، انواع پروتکل های آزمایشی برای تعیین کمیت اشتعال پذیری وجود دارد. رتبه‌بندی‌های به‌دست‌آمده در قوانین ساختمان ، الزامات بیمه ، کدهای آتش‌سوزی و سایر مقررات حاکم بر استفاده از مصالح ساختمانی و همچنین ذخیره‌سازی و جابجایی مواد بسیار قابل اشتعال در داخل و خارج سازه‌ها و در حمل‌ونقل سطحی و هوایی استفاده می‌شود. به عنوان مثال، تغییر محل سکونت با تغییر اشتعال پذیری محتویات، مالک ساختمان را ملزم می کند که برای مجوز ساختمان درخواست کند تا مطمئن شود که اساس طراحی حفاظت آتش سوزی کلی تأسیسات می تواند این تغییر را در نظر بگیرد.

### طبقه بندی قابلیت اشتعال
سیستم جهانی هماهنگ طبقه بندی و برچسب گذاری مواد شیمیایی از یک سیستم چهار دسته برای طبقه بندی مایعات قابل اشتعال با استفاده از نقطه اشتعال و دمای نقطه جوش استفاده می کند.   این سیستم در سطح بین المللی برای ارزیابی و مرتب سازی مواد در کاربردهای صنعتی، محیط های کاری و محصولات توزیع شده بین مصرف کنندگان استفاده می شود.
| دسته بندی                    | دسته 1                                  | دسته 2                                  | دسته 3                                                                         | دسته 4                                                                          |
| ---------------------------- | --------------------------------------- | --------------------------------------- | ------------------------------------------------------------------------------ | ------------------------------------------------------------------------------- |
| نقطه اشتعال                  | < ۲۳٫۰ درجه سلسیوس (۷۳٫۴ درجه فارنهایت) | < ۲۳٫۰ درجه سلسیوس (۷۳٫۴ درجه فارنهایت) | ≥ ۲۳٫۰ درجه سلسیوس (۷۳٫۴ درجه فارنهایت) - ≤ ۶۰ درجه سلسیوس (۱۴۰ درجه فارنهایت) | > ۶۰ درجه سلسیوس (۱۴۰ درجه فارنهایت) - ≤ ۹۳٫۰ درجه سلسیوس (۱۹۹٫۴ درجه فارنهایت) |
| نقطه جوش                     | ≤ ۳۵ درجه سلسیوس (۹۵ درجه فارنهایت)     | > ۳۵ درجه سلسیوس (۹۵ درجه فارنهایت)     | -                                                                              | -                                                                               |
| مایعات نمونه                 | بنزین (بنزین)، دی اتیل اتر              | اتانول ، ایزوپروپیل الکل                | نفت سفید ، 1-بوتانول                                                           | سوخت دیزل ، اسید فرمیک                                                          |
| کلمه سیگنال GHS و بیانیه خطر | خطر - مایع و بخار بسیار قابل اشتعال     | خطر - مایع و بخار بسیار قابل اشتعال     | هشدار - مایع و بخار قابل اشتعال                                                | هشدار - مایع قابل احتراق                                                        |

قبل از سال 2012، طبقه‌بندی OSHA از مایعات قابل اشتعال و احتراق در مقررات 1910.106، تقریباً با کد مایعات قابل اشتعال و احتراق ملی NFPA (NFPA)، NFPA 30 یکسان بود.   در حالی که دیگر برای مقررات شغلی استفاده نمی شود، تعاریف NFPA 30 هنوز معمولاً در کدهای آتش نشانی و کدها و استانداردهای NFPA استفاده می شود.
| کلاس        | IA                                       | IB                                       | IC                                                                                 | II                                                                              | III-A                                                                       | III-B                                |
|             | قابل اشتعال                              | قابل اشتعال                              | قابل اشتعال                                                                        | قابل احتراق                                                                     | قابل احتراق                                                                 | قابل احتراق                          |
| ----------- | ---------------------------------------- | ---------------------------------------- | ---------------------------------------------------------------------------------- | ------------------------------------------------------------------------------- | --------------------------------------------------------------------------- | ------------------------------------ |
| نقطه فلاش   | < ۲۲٫۸ درجه سلسیوس (۷۳٫۰ درجه فارنهایت)  | < ۲۲٫۸ درجه سلسیوس (۷۳٫۰ درجه فارنهایت)  | ≥ ۲۲٫۸ درجه سلسیوس (۷۳٫۰ درجه فارنهایت) - < ۳۷٫۸ درجه سلسیوس (۱۰۰٫۰ درجه فارنهایت) | ≥ ۳۷٫۸ درجه سلسیوس (۱۰۰٫۰ درجه فارنهایت) - ≤ ۶۰ درجه سلسیوس (۱۴۰ درجه فارنهایت) | ≥ ۶۰ درجه سلسیوس (۱۴۰ درجه فارنهایت) - < ۲۰۰ درجه فارنهایت (۹۳ درجه سلسیوس) | ≥ ۲۰۰ درجه فارنهایت (۹۳ درجه سلسیوس) |
| نقطه جوش    | < ۳۷٫۸ درجه سلسیوس (۱۰۰٫۰ درجه فارنهایت) | ≥ ۳۷٫۸ درجه سلسیوس (۱۰۰٫۰ درجه فارنهایت) | -                                                                                  | -                                                                               | -                                                                           | -                                    |
| مایعات مثال | بنزین (بنزین)، دی اتیل اتر               | اتانول ، ایزوپروپیل الکل                 | بوتیل الکل ، سقز                                                                   | سوخت دیزل ، ارواح معدنی                                                         | روغن سوخت ، اسید فرمیک                                                      | روغن زیتون ، رنگ های روغنی           |

سیستم‌های دیگری برای طبقه‌بندی مایعات قابل اشتعال برای کاربردهای تخصصی‌تر وجود دارد، مانند NFPA 704 ، که از پنج دسته استفاده می‌کند، که برای نیروهای امدادی در نظر گرفته شده است تا خطرات ناشی از یک ماده را در مواقع اضطراری، مانند نشت، درک کنند.  علاوه بر GHS، طبقه‌بندی‌های قابل اشتعال در سیستم‌های مختلفی که برای ارتباط خطرات فیزیکی و سلامتی در محیط‌های کار طراحی شده‌اند، گنجانده شده‌اند. مانند سیستم شناسایی مواد خطرناک انجمن پوشش های آمریکا (HMIS) و راهنمای شناسایی مواد خطرناک آزمایشگاهی (HMIG). 

### نمونه هایی از مواد قابل اشتعال
مواد قابل اشتعال شامل موارد زیر است(اما محدود به این موارد نیست):
- بنزین - بنزین / مخلوط پیچیده ای از هیدروکربن ها که شامل ایزومرهای اکتان C 8 H 18 است
- اتانول / CH 3 CH 2 OH
- لاستیک
- ایزوپروپیل الکل / CH 3 CH(OH)CH 3
- متانول / CH 3 OH
- چوب
- استون / CH 3 COCH 3
- کاغذ
- نیترومتان / CH 3 NO 2

### نمونه هایی از مواد غیر قابل اشتعال
- آب
- تتراکلرید کربن
- آهن
- سرامیک

### اشتعال پذیری اثاثیه منزل
اشتعال پذیری اثاثیه منزل نگران کننده است زیرا تصادف سیگار و شمع می تواند باعث آتش سوزی خانگی شود. در سال 1975، کالیفرنیا اجرای بولتن فنی 117 (TB 117) را آغاز کرد، که طبق آن موادی مانند فوم پلی یورتان که برای پر کردن مبلمان استفاده می شود، می توانست حداقل 12 ثانیه در برابر شعله باز کوچک، معادل یک شمع مقاومت کند.  در فوم پلی اورتان، سازندگان مبلمان معمولاً TB 117 را با مواد افزودنی بازدارنده شعله آلی هالوژنه ملاقات می کنند. هیچ ایالت دیگر ایالات متحده استانداردهای مشابهی نداشت، اما از آنجایی که کالیفرنیا بازار بزرگی دارد، تولیدکنندگان در محصولاتی که در سرتاسر ایالات متحده توزیع می کنند، TB 117 را رعایت می کنند. تکثیر بازدارنده‌های شعله و به‌ویژه بازدارنده‌های آلی هالوژنه در مبلمان در سراسر ایالات متحده به شدت با TB 117 مرتبط است. هنگامی که آشکار شد که نسبت ریسک به فایده این رویکرد نامطلوب است و صنعت از اسناد جعلی استفاده کرده است (به عنوان مثال دیوید هایمباخ را ببینید) برای استفاده از بازدارنده‌های شعله، کالیفرنیا TB 117 را اصلاح کرد تا ملزم شود که پارچه‌ای که مبلمان روکش شده را می‌پوشاند، با آزمایش دودتر جایگزین آزمایش شعله باز شود.  فرماندار جری براون TB117-2013 اصلاح شده را امضا کرد که در سال 2014 اجرایی شد. 

### قابلیت اشتعال پارچه
منسوجات سبک با سطوح متخلخل، قابل اشتعال ترین پارچه ها هستند.  پشم کمتر از پنبه، کتان، ابریشم یا ویسکوز ( ریون ) قابل اشتعال است.   پلی استر و نایلون در برابر اشتعال مقاومت می کنند و به جای آتش گرفتن ذوب می شوند.   اکریلیک قابل اشتعال ترین فیبر مصنوعی است. 

### آزمودن
برای تعیین درجه اشتعال می توان آزمایش آتش سوزی انجام داد. استانداردهای تست برای این تعیین استفاده می شود اما به موارد زیر محدود نمی شود:
- تست اشتعال پذیری UL 94 Underwriters Laboratories
- کمیسیون بین المللی الکتروتکنیکی IEC 60707، 60695-11-10 و 60695-11-20
- سازمان بین المللی استاندارد ISO 9772 و 9773.
- روش‌های تست استاندارد انجمن ملی حفاظت از آتش NFPA 287 برای اندازه‌گیری قابلیت اشتعال مواد در اتاق‌های تمیز با استفاده از دستگاه انتشار آتش (FPA)
- NFPA 701: روش های استاندارد آزمایش آتش برای انتشار شعله پارچه ها و فیلم ها
- NFPA 850: تمرین توصیه شده برای حفاظت در برابر آتش برای نیروگاه های تولید برق و ایستگاه های مبدل جریان مستقیم ولتاژ بالا

## قابلیت احتراق
احتراق‌پذیری معیاری است که نشان می‌دهد چگونه یک ماده از طریق آتش یا احتراق به راحتی شعله می‌گیرد. هنگامی که یک ماده برای ساخت و ساز استفاده می شود یا در حال ذخیره سازی است، این یک ویژگی مهم به شمار می رود. همچنین در فرآیندهایی که مواد قابل احتراق را به عنوان یک محصول جانبی تولید می کنند، مهم است. معمولاً برای موادی که به راحتی قابل احتراق هستند، اقدامات احتیاطی خاصی لازم است. این اقدامات ممکن است شامل نصب اسپرینکلرهای آتش نشانی یا راه دور ذخیره سازی از منابع احتمالی اشتعال باشد.
مواد با قابلیت اشتعال پایین ممکن است برای ساخت‌وساز در مکان‌هایی که خطر آتش‌سوزی باید کاهش یابد (مانند آپارتمان‌ها، خانه‌ها یا ادارات) انتخاب شوند. در صورت استفاده از منابع قابل اشتعال، احتمال حوادث آتش‌سوزی و تلفات جانی افزایش می‌یابد. مواد مقاوم در برابر آتش برای مصالح ساختمانی و مبلمان ترجیح داده می شوند.

### مواد غیر قابل احتراق
ماده غیر قابل احتراق  ه ماده‌ای اطلاق می‌شود که در شکل مورد استفاده و تحت شرایط پیش‌بینی شده، در مواجهه با آتش یا حرارت مشتعل نشود، نسوزد، احتراق را پشتیبانی نکند یا بخارات قابل اشتعال آزاد نکند. هر ماده جامدی که مطابق با هر یک از دو مجموعه معیارهای پذیرش ذکر شده در بخش ۸ استاندارد ASTM E 136 باشد و هنگام آزمایش طبق روش مشخص شده در این استاندارد، شرایط را دارا باشد، غیرقابل اشتعال محسوب می‌شود.

### گرد و غبار قابل احتراق
تعدادی از فرآیندهای صنعتی گرد و غبار قابل احتراق را به عنوان محصول جانبی تولید می کنند. رایج ترین آنها گرد و غبار چوب است. گرد و غبار قابل احتراق به این صورت تعریف شده است: ماده جامدی متشکل از ذرات یا قطعات متمایز، بدون توجه به اندازه، شکل یا ترکیب شیمیایی، که در صورت معلق شدن در هوا یا سایر محیط های اکسید کننده در محدوده ای از غلظت ها، خطر آتش سوزی یا آتش سوزی ایجاد می کند.  علاوه بر چوب، غبارهای قابل احتراق شامل فلزات ، به ویژه منیزیم، تیتانیوم و آلومینیوم، و همچنین سایر غبارهای مبتنی بر کربن است.  حداقل 140 ماده شناخته شده وجود دارد که گرد و غبار قابل احتراق تولید می کند.  : 38  در حالی که ذرات موجود در یک گرد و غبار قابل احتراق ممکن است به هر اندازه ای باشند، معمولاً قطر آنها کمتر از 420 است. میکرومتر   تا تاریخ ۲۰۱۲  ، اداره ایمنی و بهداشت شغلی ایالات متحده هنوز مجموعه ای جامع از قوانین را در مورد گرد و غبار قابل احتراق اتخاذ نکرده است. 
زمانی که ذرات ریز گرد و غبار قابل احتراق در هوا معلق هستند (یا هر محیط اکسید کننده ای)، پتانسیل انفجار دارند. گرد و غبار انباشته شده، حتی زمانی که در هوا معلق نباشد، همچنان یک خطر آتش سوزی است. انجمن ملی حفاظت از آتش (ایالات متحده) به طور خاص به پیشگیری از آتش سوزی و انفجار گرد و غبار در تأسیسات محصولات کشاورزی و غذایی در بخش کد NFPA 61،  و سایر صنایع در بخش کد NFPA 651-664 می پردازد.  کلکتورهایی که برای کاهش گرد و غبار در هوا طراحی شده اند بیش از 40 درصد از کل انفجارهای گرد و غبار را تشکیل می دهند.  سایر فرآیندهای مهم عبارتند از: آسیاب کردن و پودر کردن ، حمل و نقل پودرها، سوهان کردن سیلوها و ظروف (که پودر تولید می کند) و اختلاط و اختلاط پودرها. 
بررسی 200 انفجار گرد و غبار و آتش سوزی، بین سال های 1980 و 2005، تقریباً 100 کشته و 600 مجروح را نشان داد.  : 105–106 در ژانویه 2003، انفجار پودر پلی اتیلن و آتش سوزی در کارخانه خدمات دارویی غرب در کینستون، کارولینای شمالی منجر به کشته شدن 6 کارگر و زخمی شدن 38 نفر دیگر شد.  : 104 در فوریه 2008 ، انفجاری از گرد و غبار قند کارخانه شرکت شکر امپریال در پورت ونتورث، جورجیا را لرزاند،  که منجر به مرگ 13 نفر شد. 

## ویژگی های مهم

### نقطه اشتعال
نقطه اشتعال یک ماده معیاری است که نشان می دهد چقدر آسان است که بخار مواد را در حین تبخیر شدن در جو مشتعل کنید. این به عنوان کمترین دمای ماده مورد نیاز برای روغن‌های کوره در مواد تعریف می‌شود تا شروع به خروج بخارات قابل اشتعال به مقدار کافی برای پشتیبانی از جرقه آتش در هنگام مشتعل شدن توسط یک منبع خارجی کنند.  نقطه اشتعال کمتر نشان دهنده اشتعال پذیری بالاتر است. مواد با نقطه اشتعال زیر ۱۰۰ درجه فارنهایت (۳۸ درجه سلسیوس)   در ایالات متحده توسط OSHA به عنوان خطرات بالقوه محل کار تنظیم می شوند.

### نقطه شعله
نقطه شعله یک ماده، مقدار دمایی است که در آن پس از اشتعال توسط یک منبع خارجی، شعله پایدار می‌تواند بر روی ماده تداوم یابد.  هنگامی که ماده به نقطه اشتعال خود می‌رسد، به اندازه کافی بخارات سوختی یا روغن تولید می‌کند تا احتراق پیوسته را حفظ نماید.

### قابلیت اشتعال یا محدوده انفجار
حد پایین اشتعال پذیری یا حد پایین تر انفجار (LFL/LEL) نشان دهنده کمترین غلظت بخار هوا به سوخت مورد نیاز برای احتراق هنگام احتراق توسط یک منبع خارجی، برای هر ماده شیمیایی خاص است.  هر غلظت کمتر از این نمی تواند شعله ایجاد کند یا منجر به احتراق شود. حد بالایی اشتعال پذیری یا حد بالایی انفجار (UFL/UEL) نشان دهنده بالاترین غلظت بخار هوا برای سوخت است که در آن احتراق می تواند در هنگام مشتعل شدن توسط یک منبع خارجی انجام شود.  هر مخلوط سوخت و هوا بالاتر از این بیش از حد متمرکز خواهد بود که منجر به احتراق نمی شود. مقادیر موجود بین این دو حد محدوده قابل اشتعال یا انفجار را نشان می دهد. در این آستانه، یک منبع اشتعال خارجی بدهید، احتراق سوخت خاص احتمالا اتفاق می افتد.

### فشار بخار
فشار بخار یک مایع که با دمای آن تغییر می‌کند، معیاری از میزان تمایل بخار مایع به تمرکز در هوای اطراف هنگام تبخیر است..  فشار بخار عامل اصلی تعیین‌کننده نقطه اشتعال و نقطه شعله است، به‌طوری که فشارهای بخار بالاتر منجر به نقاط اشتعال پایین‌تر و درجه‌های اشتعال‌پذیری بالاتر می‌شوند.

## کدهای ایمنی در برابر آتش
شورای بین المللی کد (ICC) الزامات کد آتش نشانی را برای ارائه حفاظت کافی از ساختمان و ساکنان ایجاد کرد.  این کدها درجه احتراق برای مواد، الزامات ورودی و خروجی، و همچنین الزامات حفاظت فعال در برابر آتش و موارد متعدد دیگر را مشخص می کنند. در ایالات متحده، آژانس‌های دیگر نیز کدهای ساختمانی را ایجاد کرده‌اند که رتبه‌بندی‌های احتراق مانند نهادهای حاکمیتی ایالتی و/یا شهرستانی را مشخص می‌کنند. رعایت الزامات این کدهای آتش نشانی برای ساختمان های با اشغال بالاتر بسیار مهم است.
برای ساختمان‌های موجود، قوانین آتش‌نشانی بر حفظ اشغال‌ها همانطور که در ابتدا در نظر گرفته شده بود، تمرکز دارد. به عبارت دیگر، اگر بخشی از ساختمان به عنوان آپارتمان طراحی می شد، نمی توان ناگهان آن را با مایعات قابل اشتعال بارگیری کرد و آن را به محل ذخیره گاز تبدیل کرد، زیرا بار آتش سوزی و توسعه دود در آن یک آپارتمان به قدری زیاد خواهد بود که بر حفاظت فعال در برابر آتش و همچنین وسایل حفاظت غیرفعال در برابر آتش برای ساختمان اضافه می شود. جابجایی و استفاده از مواد قابل اشتعال در داخل ساختمان مشروط به قوانین آتش نشانی محلی است که معمولاً توسط افسر محلی پیشگیری از حریق اجرا می شود. 

### تعاریف کد
برای یک مرجع دارای صلاحیت ، قابلیت احتراق با کد محلی تعریف می شود. در قوانین ملی ساختمان کانادا به شرح زیر تعریف شده است:
- قابل احتراق: ماده ای که معیارهای پذیرش CAN/ULC-S114، روش استاندارد تست برای تعیین عدم احتراق در مصالح ساختمانی را برآورده نمی کند.
- غیر قابل احتراق: به این معنی است که یک ماده با معیارهای پذیرش CAN4-S114، "روش استاندارد آزمایش برای تعیین عدم احتراق در مصالح ساختمانی " مطابقت دارد.

BS 476-4:1970 آزمایشی را برای احتراق تعریف می کند که در آن یک تکنسین سه نمونه از یک ماده را در یک کوره گرم می کند. مواد قابل احتراق موادی هستند که هر یک از سه نمونه برای آنها:
- باعث می شود که خواندن دما از هر یک از دو ترموکوپل تا 50 درجه سانتیگراد یا بیشتر بالاتر از دمای اولیه کوره افزایش یابد.
- به مدت 10 ثانیه یا بیشتر در داخل کوره به طور مداوم شعله بزنید.

### تست آتش سوزی
کشورهای مختلف برای تعیین غیر قابل احتراق مواد آزمایشاتی دارند. بیشتر شامل حرارت دادن مقدار مشخصی از نمونه آزمایش برای مدت زمان مشخصی است. معمولاً این ماده نباید از احتراق پشتیبانی کند و بیش از مقدار معینی از جرم خود را از دست ندهد. به عنوان یک قاعده کلی، بتن، فولاد و سرامیک - به عبارت دیگر مواد معدنی - این آزمایش ها را با موفقیت پشت سر می گذارند، بنابراین قوانین ساختمانی آنها را به عنوان مناسب فهرست می کنند و حتی گاهی اوقات استفاده از آنها را در کاربردهای خاص الزامی می کنند. به عنوان مثال، در کانادا ، دیوارهای آتش باید از بتن ساخته شوند.

## طبقه بندی مصالح ساختمانی

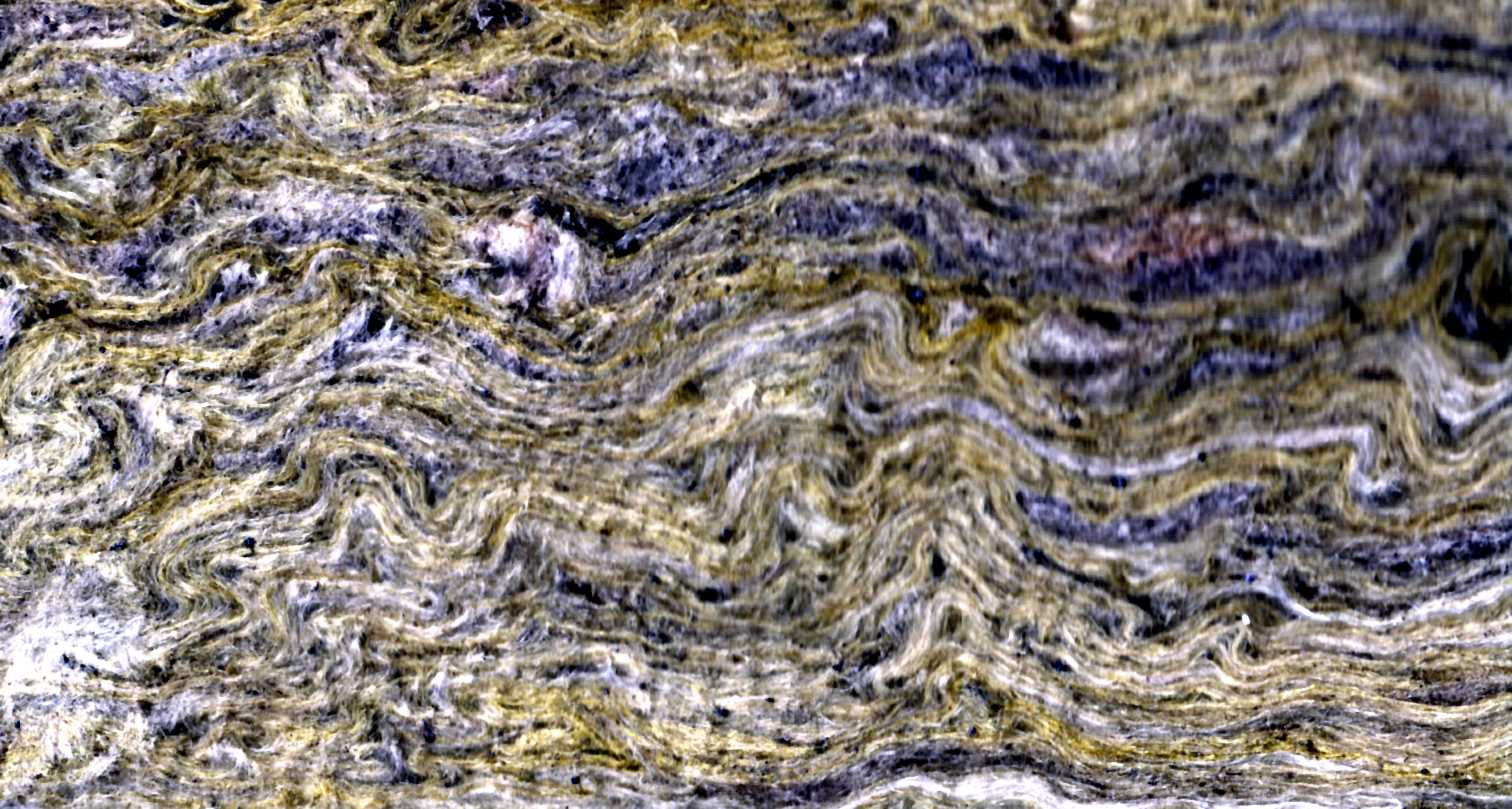
پشم سنگ غیر قابل احتراق DIN4102 A1
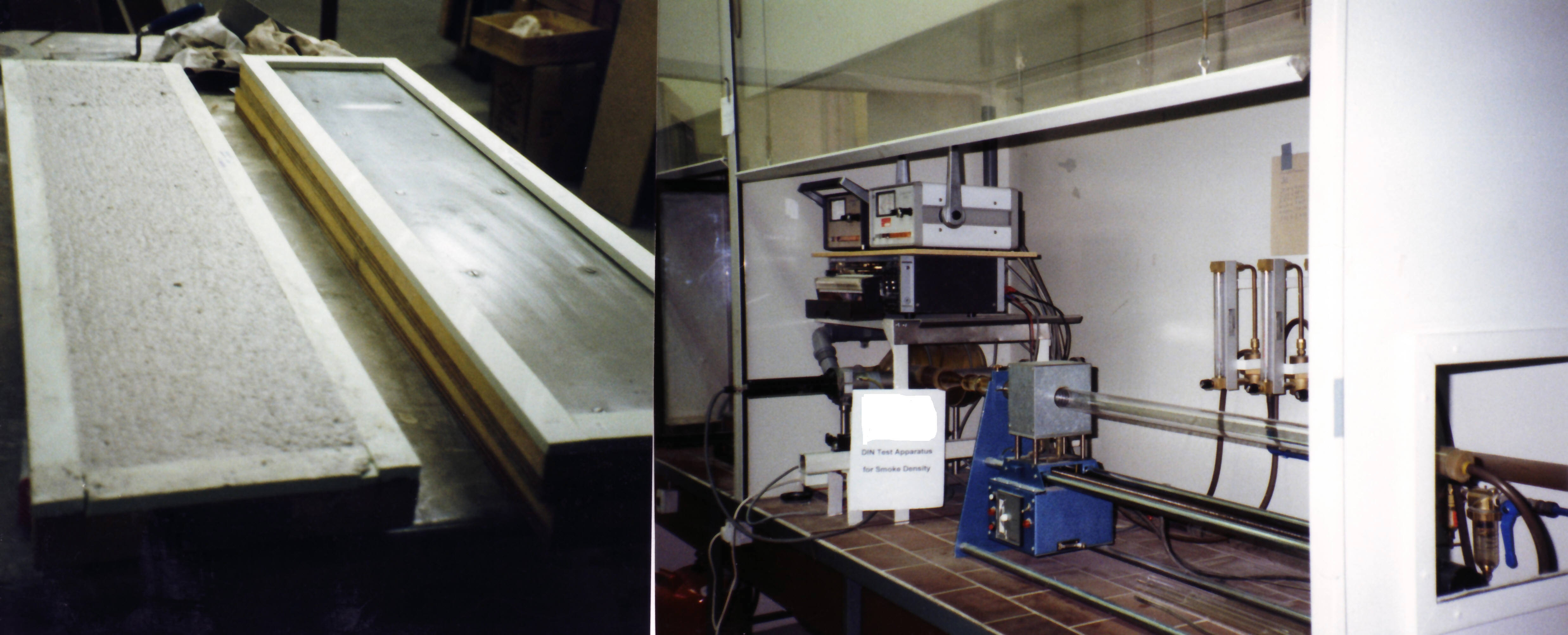
گچ نسوز گچ DIN4102 A2 خمیر شده با مهره های پلی استایرن
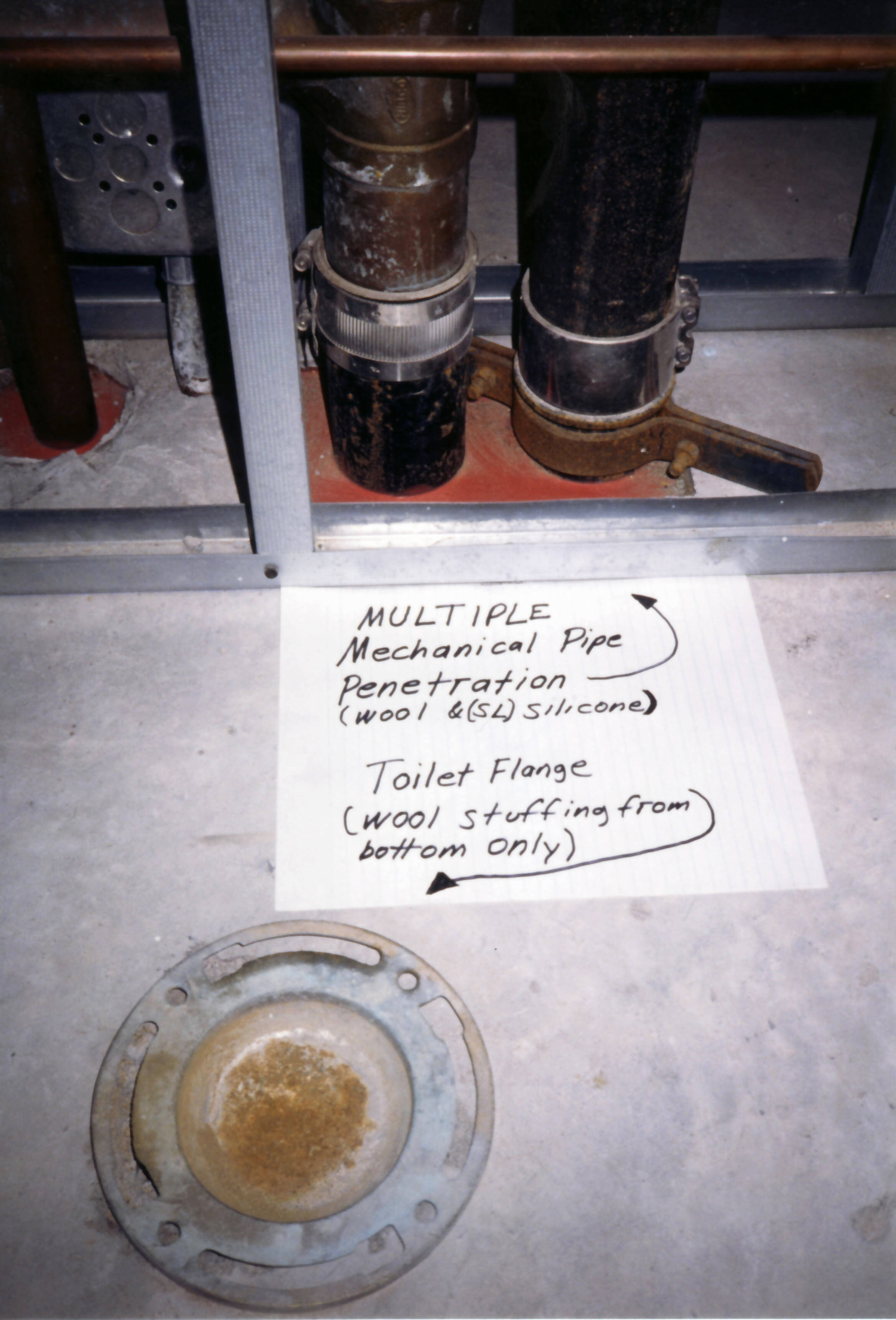
DIN 4102 B1 (اشتعال دشوار/اغلب خود خاموش شونده) درزبندی سیلیکونی به عنوان جزئی در نفوذ لوله های آتش نشانی استفاده می شود
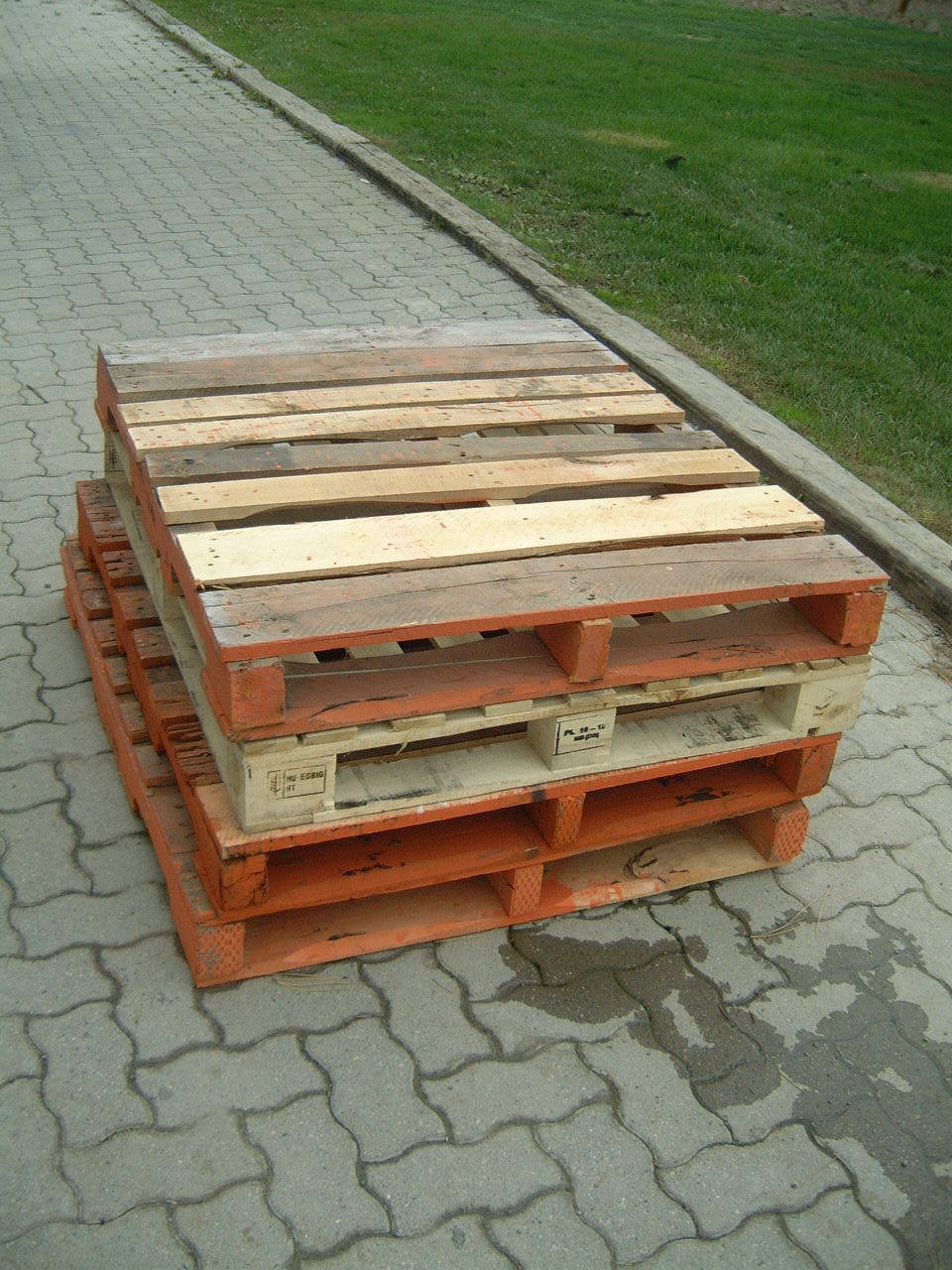
DIN 4102 B2: الوار، قابلیت احتراق معمولی
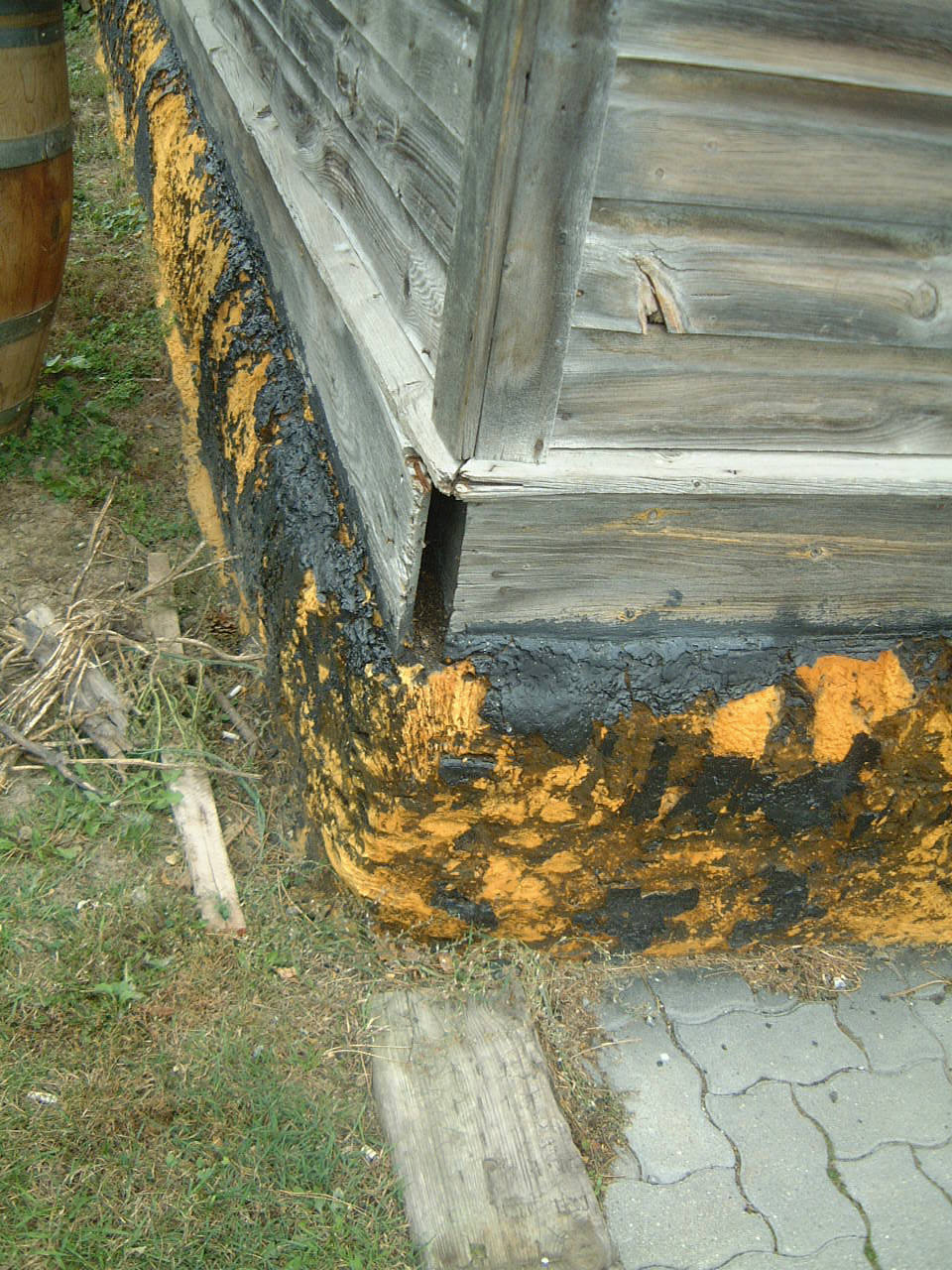
DIN 4102 B3: فوم پلی اورتان (اشتعال آسان = معمولاً پیوندهای هیدروکربنی زیاد)

مواد را می توان از نظر درجه اشتعال پذیری و احتراق مطابق با DIN 4102 آلمان آزمایش کرد. DIN 4102 و همچنین پسر عموی انگلیسی آن BS 476 برای آزمایش سیستم های حفاظت آتش غیرفعال و همچنین برخی از مواد تشکیل دهنده آن گنجانده شده است.
در زیر به ترتیب درجه احتراق و اشتعال پذیری دسته بندی می شود:
| رتبه بندی | درجه اشتعال پذیری                            | نمونه ها                                    |  |
| --------- | -------------------------------------------- | ------------------------------------------- |  |
| A1        | 100٪ غیر قابل احتراق ( nicht brennbar )      |                                             |  |
| A2        | ≈98٪ غیر قابل احتراق ( nicht brennbar )      |                                             |  |
| B1        | اشتعال دشوار ( schwer entflammbar )          | intumescents و برخی از سیلیکون های سطح بالا |  |
| B2        | قابلیت احتراق معمولی                         | چوب                                         |  |
| B3        | به راحتی مشتعل می شود ( leicht entflammbar ) | پلی استایرن                                 |  |

یک استاندارد صنعتی جدیدتر EN 13501-1 اروپایی است - طبقه بندی آتش محصولات ساختمانی و عناصر ساختمانی - که تقریباً جایگزین A2 با A2/B، B1 با C، B2 با D/E و B3 با F می شود.
مواد درجه بندی B3 یا F را نمی توان در ساختمان استفاده کرد مگر اینکه با مواد دیگری ترکیب شوند که اشتعال پذیری آن مواد را کاهش دهد.

## همچنین ببینید
- مواد منفجره
- تست آتش سوزی
- حفاظت در برابر آتش
- حد قابل اشتعال
- ذره فوق ریز

## مراجع
1. ↑  inflammable, a. (n.) 1. combustible a. and n. 1. Oxford English Dictionary. 2nd ed. 2009. CD-rom.
2. ↑  "flammable", The American Heritage Dictionary of the English Language, 5th ed. Houghton Mifflin Harcourt Publishing Company. 2014. accessed 3/11/2015
3. 1 2  "A Guide toThe Globally Harmonized System of Classification and Labeling of Chemicals (GHS)". Occupational Safety & Health Administration. U.S. Department of Labor. 2006. Archived from the original on 2007-07-02. Retrieved 2015-03-12.
4. ↑  United Nations Economic Commission for Europe (2019). "Globally Harmonized System of Classification and Labelling of Chemicals (GHS) - Eighth Edition" (PDF). unece.org. United Nations. p. 73. Retrieved 21 November 2024.
5. ↑  29 CFR 1910.106(a)(19)
6. ↑  National Archives And Records Administration. Code of Federal Regulations: Occupational Safety And Health Standards, 29 C.F.R. §1910.106 - Flammable and combustible liquids (1994)
7. ↑  "NFPA 704: Standard System for the Identification of the Hazards of Materials for Emergency Response" (به انگلیسی). 2022.
8. ↑  Fitzgerald, Dena. "American Humane's Complete OSHA and Safety Guide for Animal Shelters" (PDF). American Humane Society. pp. 16–20. Archived from the original (PDF) on 4 July 2024. Retrieved 4 July 2024.
9. ↑   (Report). {{cite report}}: Missing or empty |title= (help)
10. ↑  "Proposed Regulations - Notice of Proposed New Flammability Standards for Upholstered Furniture/Articles Exempt from Flammability Standards". Department of Consumer Affairs, Bureau of Electronic and Appliance Repair, Home Furnishings and Thermal Insulation. Archived from the original on 2013-05-24. Retrieved 2014-11-04.
11. ↑  "Calif. law change sparks debate over use of flame retardants in furniture". PBS Newshour. January 1, 2014. Archived from the original on Nov 2, 2014. Retrieved November 1, 2014.
12. 1 2 3 4  "These clothes are the most flammable". Sikker hverdag. Retrieved 2023-06-20.
13. 1 2  "Flammable Fabrics". City of Phoenix. Retrieved 2023-06-20.
14. ↑  "NCDOI OSFM Evaluation Services: Subject of White Paper: Classification of Building Materials According to Combustibility" (PDF). NC DOI. 8 September 2011. Archived from the original (PDF) on Dec 6, 2018. Retrieved 6 December 2018.
15. ↑  "Standard Test Method for Assessing Combustibility of Materials Using a Vertical Tube Furnace at 750°C". ASTM International (به انگلیسی). Oct 10, 2022. Retrieved 2023-04-10.
16. 1 2 3  "Hazard Communication Guidance for Combustible Dusts". Occupational Safety and Health Administration. Retrieved 2023-04-10.
17. ↑  Investigation Report No. 2006-H-1, Combustible Dust Hazard Study (PDF), Washington, D.C.: U.S. Chemical Safety and Hazard Investigation Board, 17 November 2006, OCLC 246682805, archived from the original (PDF) on 21 December 2016, retrieved 21 August 2017
18. ↑  National Materials Advisory Board, Panel on Classification of Combustible Dusts of the Committee on Evaluation of Industrial Hazards (1980) Classification of combustible dusts in accordance with the national electrical code Publication NMAB 353-3, National Research Council (U.S.), Washington, D.C., اُسی‌ال‌سی ۸۳۹۱۲۰۲
19. ↑  Smith, Sandy (7 February 2012) "Only OSHA Has Not Adopted Chemical Safety Board Recommendations Stemming from Imperial Sugar Explosion" EHS Today
20. ↑  "NFPA 61 Standard for the Prevention of Fires and Dust Explosions in Agricultural and Food Processing Facilities"
21. ↑  Zalosh, Robert et al. (April 2005) "Dust Explosion Scenarios and Case Histories in the CCPS Guidelines for Safe Handling of Powders and Bulk Solids" 39th AIChE Loss Prevention Symposium Session on Dust Explosions Atlanta, Georgia
22. ↑  O'Brien, Michael (2008) "Controlling Static Hazards is Key to Preventing Combustible Cloud Explosions" Newton Gale, Inc. بایگانی‌شده  در ۲۰۱۲-۰۵-۰۷ توسط Wayback Machine
23. 1 2  Investigation Report No. 2006-H-1, Combustible Dust Hazard Study (PDF), Washington, D.C.: U.S. Chemical Safety and Hazard Investigation Board, 17 November 2006, OCLC 246682805, archived from the original (PDF) on 21 December 2016, retrieved 21 August 2017
24. ↑  The chief executive, John C. Sheptor, said the probable cause of the explosion was sugar dust building up in storage areas, which could have been ignited by static electricity or a spark. Dewan, Shaila (9 February 2008). "Lives and a Georgia Community's Anchor Are Lost". The New York Times. Retrieved 7 May 2012.
25. ↑  Chapman, Dan (13 April 2008). "Sugar refinery near Savannah determined to rebuild". The Atlanta Journal-Constitution. Archived from the original on June 29, 2011. Retrieved 7 May 2012.
26. ↑  Thangarasu, Vinoth; Anand, R. (2019-01-01),  Azad, Kalam (ed.), "11 - Physicochemical fuel properties and tribological behavior of aegle marmelos correa biodiesel", Advances in Eco-Fuels for a Sustainable Environment, Woodhead Publishing Series in Energy (به انگلیسی), Woodhead Publishing: 309–336, ISBN 978-0-08-102728-8, retrieved 2023-04-10
27. ↑  Thangarasu, Vinoth; Anand, R. (2019-01-01),  Azad, Kalam (ed.), "11 - Physicochemical fuel properties and tribological behavior of aegle marmelos correa biodiesel", Advances in Eco-Fuels for a Sustainable Environment, Woodhead Publishing Series in Energy (به انگلیسی), Woodhead Publishing: 309–336, ISBN 978-0-08-102728-8, retrieved 2023-04-10
28. 1 2  Manha, William D. (2009-01-01),  Musgrave, Gary Eugene; Larsen, Axel (Skip) M.; Sgobba, Tommaso (eds.), "Chapter 20 - Propellant Systems Safety", Safety Design for Space Systems (به انگلیسی), Burlington: Butterworth-Heinemann: 661–694, ISBN 978-0-7506-8580-1, retrieved 2023-04-10
29. ↑  "Vapor Pressure". ch302.cm.utexas.edu. Retrieved 2023-04-10.
30. ↑  "Digital Codes". codes.iccsafe.org. Retrieved 2023-04-10.

## جستار های وابسته
- Fire Performance of Ageing Cable Compounds, NFPA Treatise by Perry Marteny
- CAN4-S114 CAN/ULC-S114 Abstract
- "Combustible Dust: Agricultural Related Fires and Explosions Increasing, but Preventable" Division of Occupational Safety and Health, N.C. Department of Labor
- Combustible Dust: A Major Hot Work Hazard" Division of Occupational Safety and Health, N.C. Department of Labor

1. ↑  OSHA regulations excluded liquids with a flashpoint above ۲۰۰ درجه فارنهایت (۹۳ درجه سلسیوس), (Class III-B), specifically noting that any reference to "Class III liquids" was to be understood as only describing Class III-A liquids.
2. ↑  I.e. they can pass through a U.S. No. 40 standard sieve.
3. ↑  E.g. NFPA 651 (aluminium), NFPA 652 (magnesium), NFPA 655 (sulphur).